# Grande mosquée du sud de Jinan
La grande mosquée du sud de Jinan (chinois : 济南清真南大寺 ; pinyin : Jǐnán Qīngzhēn Nán Dà Sì) est la plus ancienne mosquée de la ville de Jinan, la capitale de la province du Shandong, en Chine. Elle est fondée en 1295, pendant la dynastie Yuan; mais la plus grande partie des bâtiments actuels datent de la dynastie Ming. Le plan de base de la mosquée est celui d'un temple chinois, dans lequel les éléments nécessaires à sa fonction de mosquée ont été intégrés. 

## Histoire
Selon la légende, la grande mosquée du sud de Jinan a été fondée pendant la dynastie Tang, mais il n'existe aucun document permettant de le confirmer. Selon les archives chinoises, la mosquée a été fondée sur son site actuel en l'an 1295, pendant la première année du règne de Témur Khan. 
La construction des bâtiments actuels commence durant les décennies 1420 et 1430. D'importants travaux d'extensions sont entrepris en 1492, la cinquième année du règne de l'empereur Hongzhi. Selon les archives officielles chinoises, d'autres travaux de rénovations ont lieu durant les règnes des empereurs Jiajing (1521-1567) et Ming Shenzong (1572-1620) de la dynastie Ming, des empereurs Jiaqing (1796-1820), Daoguang (1820-1850) et Tongzhi (1861-1875) de la dynastie Qing, ainsi qu'au début de l'ère républicaine . 
La mosquée est gravement endommagée pendant la révolution culturelle, de nombreux objets historiques qu'elle abritait étant détruits et le bâtiment lui-même transformé en usine. Depuis 1992, il est protégé en tant que site clé du patrimoine culturel au niveau provincial. 

## Architecture
Le plan de base de la mosquée reprend le style des temples chinois traditionnel avec de grands bâtiments organisés autour de cours et disposés de manière symétrique le long d'un axe principal. Cependant, alors que dans un temple chinois, cet axe principal est généralement orienté dans le sens nord-sud, l'axe principal de la grande mosquée du sud est orienté dans le sens est-ouest; de sorte qu'en entrant dans la salle de prière principale, on se retrouve symboliquement face à La Mecque. 
Conformément à la tradition chinoise, l'entrée principale de la mosquée est protégée par un mur des esprits. 
Au total, la mosquée couvre une superficie de 6 630 mètres carrés, dont 2 830 mètres carrés de bâtiments. 

## Emplacement
La mosquée est située dans le district de Lixia de Jinan, à l'ouest du centre-ville historique et du parc de la source Baotu . Elle est à l'entrée sud du quartier musulman de Jinan (Huimin Xiaoqu). 

## Voir également
- Islam en Chine
- Liste de mosquées de Chine
- Architecture islamique
- Arts de l'Islam